# Hunseby kyrka
Hunseby kyrka ligger i Hunseby socken i Lollands kommun.
Kyrkan har under den katolska tiden troligen varit helgad åt Sankt Andreas.
Kyrkan är byggd i granit. 